# شهرستان تیفت (جورجیا)
شهرستان تیفت، جورجیا (به انگلیسی: Tift County, Georgia) یک سکونتگاه مسکونی در ایالات متحده آمریکا است که در جورجیا واقع شده‌است.